# Sadok Rabah
Sadok Rabah (arabe : صادق رابح), né le 9 juillet 1948 à Métouia, est un homme politique tunisien.
Il a occupé plusieurs postes de ministre entre 1988 et 2004 sous la présidence de Zine el-Abidine Ben Ali.